# 서승현 (1943년)
서승현(한국 한자: 徐丞賢, 1943년 3월 5일 ~ )은 대한민국의 배우이다. 배우자는 KBS 한국방송공사 드라마 PD 황은진으로 1997년 사별하였다. 연기자 최불암-김민자 부부와 사돈 관계이다.

## 학력
- 연세대학교 성악학과 (학사)

## 출연작

### TV 드라마
- 1979년 TBC 일일연속극 《야 곰례야》
- 1980년 TBC/KBS1 일일연속극 《달동네》 ... 똑순이 엄마 역
- 1981년 KBS2 주말연속극 《서울의 지붕 밑》
- 1982년 KBS2 주말연속극 《북청 물장수》
- 1983년 KBS1 특집드라마 《어머님 날 낳으시고》
- 1983년 KBS1 청소년드라마 《고교생 일기》 ... 큰 엄마 역
- 1983년 KBS2 일일연속극 《안개》
- 1983년 KBS2 주간드라마《갈매기처녀》
- 1984년 KBS1 일일연속극 《사랑하는 사람들》
- 1985년 KBS1 일일연속극 《고향》
- 1985년 KBS1 일요아침드라마 《해돋는 언덕》
- 1987년 KBS2 청춘드라마 《사랑이 꽃피는 나무》
- 1988년 KBS2 미니시리즈 《그해 겨울은 따뜻했네》
- 1988년 KBS2 주말연속극 《은혜의 땅》
- 1989년 KBS2 주말연속극 《사랑의 굴레》
- 1989년 KBS2 주말연속극 《달빛가족》 ... 김점례 역
- 1990년 KBS1 일일연속극 《서울 뚝배기》 ... 강옥자 역
- 1992년 SBS 드라마스페셜 《사랑하는 당신》 ... 김영자 역
- 1993년 KBS 전원드라마 《대추나무 사랑걸렸네》... 안다정 역
- 1994년 KBS 미니시리즈 《폴리스》 ... 송채연의 모친 역
- 1995년 SBS 일일드라마 《사랑의 찬가》 ... 어머니 역
- 1996년 MBC 주말연속극 《가슴을 열어라》 ... 송어련 역
- 1998년 KBS1 대하드라마 《왕과 비》 ... 서 상궁 역
- 2000년 ~ 2001년 KBS2 일일시트콤 《멋진 친구들》
- 2000년 SBS 월화드라마 《도둑의 딸》 ... 박 여사 역
- 2001년 KBS1 TV소설 《새엄마》 ... 양 씨 역
- 2002년 SBS 추석특집드라마 《가족 만들기》 ... 가짜 어머니 역
- 2003년 SBS 아침연속극 《당신 곁으로》 ... 이옥분 역
- 2003년 KBS2 일일시트콤 《달려라 울엄마》 ... 서승현 역
- 2005년 SBS 금요드라마 《다이아몬드의 눈물》 ... 김수빈 역
- 2006년 MBC 수목미니시리즈 《90일, 사랑할 시간》 ... 김태훈 누나 역
- 2007년 KBS1 일일연속극 《미우나 고우나》 ... 황달래 역
- 2008년 SBS 아침연속극 《순결한 당신》 ... 최정선 역
- 2010년 SBS 추석특집극 《당신의 천국》 ... 강자 역
- 2011년 SBS 주말극장 《내사랑 내곁에》 ... 공옥순 역
- 2011년 JTBC 일일시트콤 《청담동 살아요》 ... 서승현 역
- 2012년 SBS 드라마스페셜 《부탁해요 캡틴》 ... 이복순 역 (특별출연)

### 영화
- 2007년 《올드미스 다이어리 극장판》 ... 서승현 역

### CF
- 1981년 농심 브이라면 (Feat. 똑순이 김민희)
- 1982년 강원산업 삼표연탄
- 1982년 ~ 1986년 동아제약 멕소롱 내복액
- 1985년 한일유통 청계5가한일의류도메상가 (Feat. 이종민)
- 1985년 한독약품 다가 (Feat. 김수미)
- 1985년 동성제약 어린이 정로환 (Feat. 정욱)
- 1985년 ~ 1992년 삼성제약 (쓸기담, 에프킬라)
- 1986년 영일제약 메모비스
- 1987년 태극제약 아로나캅셀,아로마캅셀
- 1988년 동아제약 암씨롱 (Feat. 김용림)
- 1989년 키친스탠드 미래
- 1990년 사조대림 사조 로하이 참치 (Feat. 박원숙, 전인화)
- 2002년 백양 BYC

## TV 방송
- 2003년 KBS 2TV 《비타민》
- 2003년 11월 4일 ~ 2006년 3월 7일 KBS 1TV 《아침마당 부부탐구》 ... 故 송수식 박사와 함께 출연

## 수상
- 1990년 KBS 연기대상 여자 인기상 《달빛가족》, 《서울뚝배기》

## 가족 관계
- 배우자 : 황은진 (1934년 11월 3일 ~ 1997년 6월 1일)
  - 딸 : 황유선 최불암 아들과 결혼